# Atletica leggera ai Giochi della XI Olimpiade - Salto in alto maschile

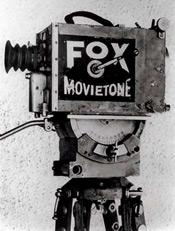
Video della Finale (durata: 6'20")

La competizione del salto in alto maschile di atletica leggera ai Giochi della XI Olimpiade si è disputata il giorno 2 agosto 1936 allo Stadio Olimpico di Berlino.

## L'eccellenza mondiale
| Primatisti mondiali | 2,076 1932     | Cornelius Johnson David Albritton | Presente  |
| Record olimpico     | 1,98 1924      | Harold Osborn                     | Rit. 1929 |
| Camp. europeo 1934  | 2,00           | Kalevi Kotkas                     | Presente  |
| Primatista europeo  | 2,03 12 luglio | Kalevi Kotkas                     | Presente  |

1. ↑  I due atleti stabilirono il primato alle selezioni nazionali (Trials), dove la loro prestazione fu misurata 6 piedi e 9 pollici e un quarto.

## Risultati

### Turno eliminatorio
| Pos. | Atleta                | Nazione            | Misura |
| ---- | --------------------- | ------------------ | ------ |
| 1    | David Albritton       | Stati Uniti        | 1,85   |
| 1    | Günther Gehmert       | Germania           | 1,85   |
| 1    | Jerzy Plawczyk        | Polonia            | 1,85   |
| 1    | Kimio Yada            | Giappone           | 1,85   |
| 1    | Mihály Bodosi         | Ungheria           | 1,85   |
| 1    | Veikko Peräsalo       | Finlandia          | 1,85   |
| 1    | Jan Brasser           | Paesi Bassi        | 1,85   |
| 1    | Aksel Kuuse           | Estonia            | 1,85   |
| 1    | Simeon Toribio        | Filippine          | 1,85   |
| 1    | Poul Otto             | Danimarca          | 1,85   |
| 1    | Kalevi Kotkas         | Finlandia          | 1,85   |
| 1    | Gustav Weinkötz       | Germania           | 1,85   |
| 1    | Yoshiro Asakuma       | Giappone           | 1,85   |
| 1    | Joe Haley             | Canada             | 1,85   |
| 1    | Rudolf Eggenberg      | Svizzera           | 1,85   |
| 1    | Cornelius Johnson     | Stati Uniti        | 1,85   |
| 1    | Delos Thurber         | Stati Uniti        | 1,85   |
| 1    | Åke Ödmark            | Svezia             | 1,85   |
| 1    | Lauri Kalima          | Finlandia          | 1,85   |
| 1    | Jack Metcalfe         | Australia          | 1,85   |
| 1    | Hiroshi Tanaka        | Giappone           | 1,85   |
| 1    | Edwin Thacker         | Sudafrica          | 1,85   |
| 23   | Alfredo Mendes        | Brasile            | 1,80   |
| 23   | Svend Aage Thomsen    | Danimarca          | 1,80   |
| 23   | Robert Kennedy        | Gran Bretagna      | 1,80   |
| 23   | Ícaro Mello           | Brasile            | 1,80   |
| 23   | Jack Newman           | Gran Bretagna      | 1,80   |
| 23   | Gerard Carlier        | Paesi Bassi        | 1,80   |
| 23   | Edvard Natvig         | Norvegia           | 1,80   |
| 23   | Sigurður Sigurðsson   | Islanda            | 1,80   |
| 23   | Fritz Flachberger     | Austria            | 1,80   |
| 32   | Stan West             | Gran Bretagna      | 1,70   |
| 32   | Fritz Neuruhrer       | Austria            | 1,70   |
| 32   | Břetislav Krátký      | Cecoslovacchia     | 1,70   |
| 32   | Hans Mohr             | Jugoslavia         | 1,70   |
| 32   | Zdenek Sobotka        | Cecoslovacchia     | 1,70   |
| 32   | Hans Martens          | Germania           | 1,70   |
| 32   | Konstantinos Pantazis | Grecia             | 1,70   |
| 32   | Karol Hoffmann        | Polonia            | 1,70   |
| 32   | Wu Bixian             | Repubblica di Cina | 1,70   |

### Finale
I due americani protagonisti ai Trials dominano anche la gara olimpica. Gli atleti degli Stati Uniti adottano la rotazione, mentre in Europa è ancora usata la sforbiciata.

I due metri sono la misura da cui emergono i pretendenti alle medaglie: Johnson (riesce alla prima prova), Thurber (alla seconda), Albritton ed il campione europeo Kotkas (alla terza).

A 2,03 Johnson valica l'asticella alla prima prova (percorso netto), mentre tutti gli altri vengono eliminati. L'americano vince con il nuovo record olimpico.

Si disputano gli spareggi per l'argento e per il bronzo. Albritton batte Thurber a 1,97 e conquista l'argento; Thurber salta 1,95 per il bronzo mentre Kotkas rinuncia.
È il primo giorno dell'atletica ai Giochi. Adolf Hitler saluta il vincitore del getto del peso, Wöllke, poi lascia lo stadio prima della premiazione di Johnson, che è di pelle nera, come il secondo classificato Albritton. Il presidente del CIO, per evitare equivoci, chiede al führer per i giorni seguenti di complimentarsi “con tutti o con nessuno”. Il dittatore non presenzierà più alle premiazioni.

Fu questo il vero gesto di intolleranza di Hitler ai Giochi. L'episodio che ha per protagonisti il führer e James C. Owens è inventato. Come scrisse lo stesso Owens nella sua autobiografia, dopo la premiazione, l'atleta passò davanti alla tribuna d'onore, Hitler si alzò e salutò con un cenno da lontano, Owens ricambiò e rientrò negli spogliatoi.
| Pos.    | Atleta            | Età | Nazione     | Misura | Salti di finale | Salti di finale | Salti di finale | Salti di finale | Salti di finale | Salti di finale | Salti di finale | Salti di finale | Salti di finale | Spareggio | Spareggio | Spareggio |
| Pos.    | Atleta            | Età | Nazione     | Misura | 1,70            | 1,80            | 1,85            | 1,90            | 1,94            | 1,97            | 2,00            | 2,03            | 2,08            | 2,00      | 1,95      | 1,97      |
| ------- | ----------------- | --- | ----------- | ------ | --------------- | --------------- | --------------- | --------------- | --------------- | --------------- | --------------- | --------------- | --------------- | --------- | --------- | --------- |
| Oro     | Cornelius Johnson | 22  | Stati Uniti | 2,03   | o               | o               | o               | o               | o               | o               | o               | o               | xxx             |           |           |           |
| Argento | David Albritton   | 23  | Stati Uniti | 2,00   | o               | xo              | o               | o               | o               | xo              | xxo             | xxx             |                 | x         | o         | o         |
| Bronzo  | Delos Thurber     | 19  | Stati Uniti | 2,00   | o               | -               | o               | o               | o               | o               | xo              | xxx             |                 | x         | o         | x         |
| 4       | Kalevi Kotkas     | 22  | Finlandia   | 2,00   | -               | o               | -               | o               | xxo             | o               | xxo             | xxx             |                 | x         | x         |           |
| 5       | Kimio Yada        | 22  | Giappone    | 1,97   | o               | o               | o               | o               | o               | o               | xxx             |                 |                 |           |           |           |
| 6       | Gustav Weinkötz   | 23  | Germania    | 1,94   | o               | o               | xo              | o               | xxo             | xxx             |                 |                 |                 |           |           |           |
| 6       | Hiroshi Tanaka    | 21  | Giappone    | 1,94   | o               | o               | o               | o               | o               | xxx             |                 |                 |                 |           |           |           |
| 6       | Lauri Kalima      | 19  | Finlandia   | 1,94   | o               | o               | o               | o               | xo              | xxx             |                 |                 |                 |           |           |           |
| 6       | Yoshiro Asakuma   | 22  | Giappone    | 1,94   | o               | o               | o               | o               | xo              | xxx             |                 |                 |                 |           |           |           |
| 10      | Aksel Kuuse       | 22  | Estonia     | 1,90   | o               | o               | o               | xxo             | xxx             |                 |                 |                 |                 |           |           |           |
| 10      | Günther Gehmert   | 23  | Germania    | 1,90   | -               | xo              | o               | xxo             | xxx             |                 |                 |                 |                 |           |           |           |
| 12      | Åke Ödmark        | 19  | Svezia      | 1,85   | o               | o               | o               | xxx             |                 |                 |                 |                 |                 |           |           |           |
| 12      | Edwin Thacker     | 23  | Sudafrica   | 1,85   | o               | o               | o               | xxx             |                 |                 |                 |                 |                 |           |           |           |
| 12      | Jack Metcalfe     | 24  | Australia   | 1,85   | o               | o               | o               | xxx             |                 |                 |                 |                 |                 |           |           |           |
| 12      | Jan Brasser       | 23  | Paesi Bassi | 1,85   | o               | o               | o               | xxx             |                 |                 |                 |                 |                 |           |           |           |
| 12      | Joe Haley         | 22  | Canada      | 1,85   | -               | xo              | o               | xxx             |                 |                 |                 |                 |                 |           |           |           |
| 12      | Mihály Bodosi     | 26  | Ungheria    | 1,85   | o               | o               | xxo             | xxx             |                 |                 |                 |                 |                 |           |           |           |
| 12      | Poul Otto         | 22  | Danimarca   | 1,85   | o               | xo              | xo              | xxx             |                 |                 |                 |                 |                 |           |           |           |
| 12      | Rudolf Eggenberg  | 25  | Svizzera    | 1,85   | -               | o               | xxo             | xxx             |                 |                 |                 |                 |                 |           |           |           |
| 12      | Simeon Toribio    | 30  | Filippine   | 1,85   | o               | xo              | o               | xxx             |                 |                 |                 |                 |                 |           |           |           |
| 12      | Veikko Peräsalo   | 24  | Finlandia   | 1,85   | xo              | o               | xxo             | xxx             |                 |                 |                 |                 |                 |           |           |           |
| 22      | Jerzy Plawczyk    | 25  | Polonia     | 1,80   | o               | o               | xxx             |                 |                 |                 |                 |                 |                 |           |           |           |